# Référendum hongrois sur l'adhésion à l'Union européenne

Proportion des votes en faveur de l'adhésion par région.

Le référendum hongrois de 2003 est un référendum organisé en Hongrie et ayant eu lieu le 12 avril 2003. Celui-ci porte sur l'adhésion de la Hongrie à l'Union européenne.
Le taux de participation est de 45,6 % avec 3 666 715 votants pour un corps électoral de 8 042 272 personnes. 83,8 % des votants ont répondu favorablement à la question posée soit 3 056 027 personnes. 16,2 % des votants n'ont pas souhaité cette adhésion soit 592 690 personnes.
À la suite de ce résultat, la Hongrie signe le traité d'Athènes en 2003 et intègre l'Union européenne le 1er mai 2004, lors du cinquième élargissement de l'Union européenne.

## Contexte
La Hongrie avait soumis une candidature pour adhérer à l'Union européenne le 31 mars 1994. Après plusieurs années de négociations, le pays est finalement invité dans l'Union, mais pas avant qu'une consultation populaire ne confirme son entrée.

## Campagne
Les résultats d'un sondage publié en janvier 2003 donnent à l'option « oui » un support de 56 %, ce qui rendit son camp anxieux, à quelques mois du suffrage d'avril. Le « oui » bénéficiait toutefois de l'appui des principaux partis : le parti socialiste au pouvoir, l'Alliance des démocrates libres, de même que le Fidesz et le Forum démocrate. Il était également approuvé par les principaux syndicats, églises et médias grand public du pays. 
Du côté du « non » : le nationaliste Parti hongrois de la justice et de la vie et communiste Parti ouvrier hongrois soutenaient à l'origine l'option. Ce dernier s'est toutefois ravisé, ce qui laissa le « non » n'être défendu que par le parti de la justice et de la vie et d'autres groupes d’extrême droite, dont plusieurs se sont regroupés sous le Mouvement pour une meilleure Hongrie